# Mona Baptiste

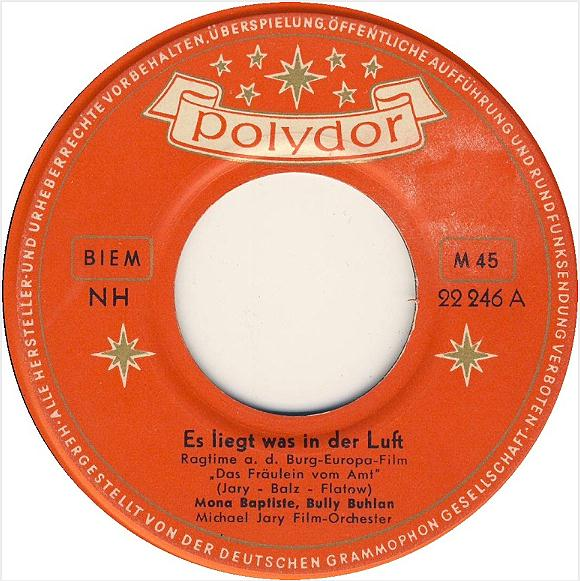
Cover der Single Es liegt was in der Luft, 1954

Mona Baptiste (* 21. Juni 1928 in Port of Spain, Trinidad; † 25. Juni 1993 in Dublin) war eine Blues- und Popsängerin, die auch als Schauspielerin aktiv war. Sie hat die Hits Es liegt was in der Luft und O Jackie-Joe gesungen.

## Leben und Wirken
Baptiste sang in ihrer Heimat bereits in ihrer Kindheit und verließ als etablierte Bluessängerin mit der MS Empire Windrush im Mai 1948 die Karibik, um in London ihre Karriere fortzusetzen. 1949 sang sie bei Cab Kaye und seinen Cabinettes, um dann ins Quintett von Stéphane Grappelli zu wechseln. In Paris trat sie mit Yves Montand auf. Nach einem Gastspiel in Belgien wurde sie für eine Reihe von Galaauftritten in Deutschland verpflichtet. 
1953 erhielt die Sängerin von der Polydor ihren ersten Plattenvertrag in Deutschland, wo sie mit Werner Müller und dem RIAS-Tanzorchester Titel wie Merci Beaucoup oder Ich hab solche Angst einspielte. Parallel dazu war sie in den Musikfilmen Fräulein vom Amt (Regie: Carl-Heinz Schroth), Tanz in der Sonne (Géza von Cziffra) und An jedem Finger zehn (Erik Ode) zu sehen und zu hören. Gemeinsam mit Bully Buhlan sang sie den Hit Es liegt was in der Luft (1954), der ein großer Erfolg war. Weitere Titel mit Buhlan (z. T. auch mit Paul Kuhn, Der Seeräuber-Johnny) folgten in den nächsten Jahren. In Theo Lingens Film Wie werde ich Filmstar?, der 1955 in die Kinos kam, spielte sie ebenso wie Buhlan eine größere Rolle. 1956 trat sie in Franz Antels Musikfilm Symphonie in Gold auf.
Weitere Schlager spielte sie mit den Orchestern Bert Kaempfert und Kurt Edelhagen ein. Daneben nahm sie auch für den englischen Markt Titel wie Rumbango oder That Man at the Table Got Blues auf. Im November 1956 interpretierte sie in der Sendung Karibische Romanze dem deutschen Fernsehpublikum populäre Titel aus ihrer Heimat. Ihr Calypso Blues mit der Brute Force Steel Band wurde 1957 veröffentlicht. 1958 wechselte sie zur Ariola und nahm begleitet vom Orchester Macky Kasper Chanson d’amour, Mr Wonderful, Sieh' mal nach, ob der Mond noch scheint und weitere Titel auf. 1959 spielte sie in dem Spielfilm Mädchen für die Mambo-Bar (Wolfgang Glück) mit, zu dem sie auch eine Single mit der Titelmelodie veröffentlichte.
Das DDR-Label Amiga brachte 1961 eine EP heraus; mit dem Mauerbau endete die Zusammenarbeit allerdings. In den nächsten Jahren trat sie immer wieder in Fernsehshows auf. Mitte der 1960er Jahre unterbrach sie ihre Karriere, um 1970 mit Titeln wie When Joey Comes Around ein internationales Comeback zu versuchen. Angeblich trat sie auch auf Jazzgalas in der DDR auf.

### Privatleben
Mona Baptiste heiratete 1951 den Engländer Michael Carle, mit dem sie sich später in Deutschland niederließ. Carle starb 1958 durch einen Verkehrsunfall, wonach Mona Baptiste für die folgenden Jahre in ihrer Karriere kürzer trat, um sich auf die Erziehung des gemeinsamen Sohnes Marcel konzentrieren zu können. 1972 heiratete sie den Iren Liam Morrison und zog zu ihm nach Irland. Dort verstarb sie 1993 mit 65 Jahren an den Folgen eines Schlaganfalls. In deutschsprachigen Medien wurde in der Folge Krefeld irrtümlich als ihr Sterbeort angegeben, was danach auch im Internet oft unzutreffend übernommen wurde.

## Filmografie (Auswahl)
- 1954: Fräulein vom Amt
- 1954: Tanz in der Sonne
- 1955: Wie werde ich Filmstar?
- 1959: Mädchen für die Mambo-Bar
- 1968: Sünde mit Rabatt
- 1971: Glückspilze

## Diskographische Hinweise
- Es liegt was in der Luft  (Bear Family  BFX 15336)